# Saison 1994-1995 du Stade Malherbe Caen
Chronologie
Saison précédente Saison suivante
En 1994-1995, le Stade Malherbe de Caen évolue en première division pour la septième saison consécutive. 
L'entraîneur Daniel Jeandupeux part à Strasbourg, remplacé par l'entraîneur emblématique Pierre Mankowski. Il arrive du Lille OSC avec le suédois Kennet Andersson qui vient de réaliser une superbe coupe du monde. Son association prometteuse avec Amara Simba échoue. Le départ de Benoit Cauet a encore fragilisé la défense, et le remplacement de Célio Silva par Milos Glonek en défense centrale ne suffit pas. Malgré un budget record de 54 millions de francs, Malherbe termine à l'avant-dernière place et quitte l'élite.

## Transferts

### Arrivées
| Nom                 | Poste     | Nationalité sportive | Transfert | Provenance       |
| ------------------- | --------- | -------------------- | --------- | ---------------- |
| Jean-Jacques Etamé  | attaquant | France- Cameroun     | Transfert | Lille OSC        |
| Kennet Andersson    | attaquant | Suède                | Transfert | Lille OSC        |
| Jean-François Péron | milieu    | France               | Transfert | RC Lens          |
| Amara Simba         | attaquant | France               | Transfert | AS Monaco        |
| Miloš Glonek        | défenseur | Slovaquie            | Transfert | Ancona Calcio    |
| Olivier Bochu       | défenseur | France               | Transfert | Grenoble Foot 38 |
| Jerry de Jong       | défenseur | Suriname             | Transfert | PSV Eindhoven    |

### Départs
| Nom                       | Poste     | Nationalité sportive | Transfert   | Destination           |
| ------------------------- | --------- | -------------------- | ----------- | --------------------- |
| Ronan Salaün              | attaquant | France               | retour prêt | Girondins de Bordeaux |
| Pascal Nouma              | attaquant | France               | retour prêt | Paris SG              |
| Aleksandr Mostovoï        | milieu    | Russie               | Transfert   | RC Strasbourg         |
| Philippe Montanier        | gardien   | France               | Transfert   | Toulouse FC           |
| Faouzi Rouissi            | attaquant | Tunisie              | Transfert   | Al Riyad SC           |
| Benoit Cauet              | milieu    | France               | Transfert   | FC Nantes             |
| Wally Dieng               | milieu    | Suriname             | Transfert   | CS Sedan              |
| Célio Silva do Nascimento | défenseur | Brésil               | transfert   | SC Corinthians        |
| Christophe Le Grix        | milieu    | France               | transfert   | ES Troyes AC          |
| Jacques Rémy              | attaquant | France               | transfert   | FC Istres             |
| Willy Görter              | milieu    | Pays-Bas             | transfert   | Lommel SK             |

## Effectif

### Joueurs utilisés
| Joueur          | D1     | D1   |
| Joueur          | Matchs | Buts |
| --------------- | ------ | ---- |
| Richard Dutruel | 38     | 0    |

| Joueur             | D1     | D1   |
| Joueur             | Matchs | Buts |
| ------------------ | ------ | ---- |
| Christophe Point   | 2      | 0    |
| Hippolyte Dangbeto | 23     | 0    |
| Joël Germain       | 30     | 1    |
| Celio Silva        | 5      | 0    |
| Yvan Lebourgeois   | 19     | 0    |
| Stéphane Lièvre    | 32     | 0    |
| Milos Glonek       | 25     | 0    |
| David Sommeil      | 25     | 0    |
| Jerry de Jong      | 16     | 0    |

| Joueur              | D1     | D1   |
| Joueur              | Matchs | Buts |
| ------------------- | ------ | ---- |
| Jean-François Péron | 25     | 1    |
| Emmanuel Rival      | 26     | 0    |
| Nicolas Huysman     | 26     | 1    |
| Stéphane Dedebant   | 35     | 4    |
| Lilian Nalis        | 4      | 0    |
| Christophe Duboscq  | 21     | 0    |
| Jean-Jacques Etamé  | 30     | 3    |

| Joueur              | D1     | D1   |
| Joueur              | Matchs | Buts |
| ------------------- | ------ | ---- |
| Stéphane Lemarchand | 12     | 4    |
| Amara Simba         | 37     | 12   |
| Patrick Revelles    | 11     | 0    |
| Kennet Andersson    | 31     | 9    |

## Les rencontres de la saison

### Championnat de première division
| Date       | Journée | Adversaire             | Lieu | Score | Buteurs SMC                   | Class. | Public |
| ---------- | ------- | ---------------------- | ---- | ----- | ----------------------------- | ------ | ------ |
| 29/07/1994 | 1re     | FC Sochaux-Montbéliard | Ext. | 2 - 0 |                               | 20e    | 6 000  |
| 02/08/1994 | 2e      | AS Cannes              | Dom. | 0 - 1 |                               | 20e    | 17 023 |
| 05/08/1994 | 3e      | FC Nantes              | Ext. | 2 - 1 | Marraud (csc)                 | 19e    | 20 000 |
| 12/08/1994 | 4e      | AS Monaco FC           | Dom. | 0 - 1 |                               | 19e    | 15 380 |
| 20/08/1994 | 5e      | SC Bastia              | Ext. | 1 - 0 |                               | 20e    | 7 000  |
| 27/08/1994 | 6e      | FC Metz                | Dom. | 2 - 0 | Simba (2)                     | 19e    | 14 908 |
| 31/08/1994 | 7e      | Olympique lyonnais     | Ext. | 1 - 0 |                               | 20e    | 20 000 |
| 10/09/1994 | 8e      | AJ Auxerre             | Dom. | 1 - 5 | Simba                         | 20e    | 14 940 |
| 17/09/1994 | 9e      | RC Strasbourg          | Ext. | 1 - 0 |                               | 20e    | 18 254 |
| 23/09/1994 | 10e     | LOSC Lille Métropole   | Ext. | 1 - 1 | Simba                         | 20e    |        |
| 01/10/1994 | 11e     | Paris Saint-Germain    | Dom. | 1 - 2 | Dedebant                      | 20e    | 16 414 |
| 11/10/1994 | 12e     | OGC Nice               | Ext. | 0 - 1 |                               | 20e    | 4 759  |
| 14/10/1994 | 13e     | Montpellier HSC        | Dom. | 1 - 0 | Dedebant                      | 19e    | 14 888 |
| 22/10/1994 | 14e     | FC Martigues           | Ext. | 4 - 1 | Andersson                     | 20e    | 4 000  |
| 29/10/1994 | 15e     | Stade rennais FC       | Dom. | 5 - 1 | Simba, Andersson (3), Germain | 18e    | 16 424 |
| 05/11/1994 | 16e     | AS Saint-Étienne       | Ext. | 2 - 0 |                               | 18e    | 10 513 |
| 09/11/1994 | 17e     | Girondins de Bordeaux  | Dom. | 4 - 2 | Andersson (3), Simba          | 17e    | 16 440 |
| 19/11/1994 | 18e     | Havre AC               | Ext. | 1 - 1 | Fichaux (csc)                 | 18e    | 16 017 |
| 26/11/1994 | 19e     | RC Lens                | Dom. | 0 - 0 |                               | 17e    | 19 645 |
| 02/12/1994 | 20e     | AS Cannes              | Ext. | 1 - 0 |                               | 18e    | 3 000  |
| 17/12/1994 | 21e     | FC Nantes              | Dom. | 0 - 2 |                               | 18e    | 19 180 |
| 07/01/1995 | 22e     | AS Monaco FC           | Ext. | 3 - 0 |                               | 19e    | 3 000  |
| 21/01/1995 | 23e     | SC Bastia              | Dom. | 2 - 1 | Huysman, Dedebant             | 17e    | 12 811 |
| 28/01/1995 | 24e     | FC Metz                | Ext. | 4 - 0 |                               | 19e    | 5 000  |
| 08/02/1995 | 25e     | Olympique lyonnais     | Dom. | 0 - 1 |                               | 19e    | 14 076 |
| 11/02/1995 | 26e     | AJ Auxerre             | Ext. | 1 - 1 | Andersson                     | 19e    | 6 000  |
| 24/02/1995 | 27e     | RC Strasbourg          | Dom. | 4 - 0 | Simba (2), Lemarchand, Etamé  | 19e    | 14 628 |
| 04/03/1995 | 28e     | LOSC Lille Métropole   | Dom. | 2 - 0 | Andersson, Etamé              | 17e    | 14 829 |
| 22/03/1995 | 30e     | OGC Nice               | Dom. | 0 - 0 |                               | 19e    | 15 364 |
| 01/04/1995 | 31e     | Montpellier HSC        | Ext. | 3 - 2 | Simba, Etamé                  | 19e    | 8 487  |
| 08/04/1995 | 32e     | FC Martigues           | Dom. | 0 - 1 |                               | 19e    | 13 436 |
| 15/04/1995 | 33e     | Stade rennais FC       | Ext. | 5 - 0 |                               | 19e    | 9 487  |
| 29/04/1995 | 34e     | AS Saint-Étienne       | Dom. | 3 - 0 | Moreau, Simba, Lemarchand     | 19e    | 15 805 |
| 06/05/1995 | 35e     | Girondins de Bordeaux  | Ext. | 2 - 0 |                               | 19e    | 8 000  |
| 17/05/1995 | 29e     | Paris Saint-Germain    | Ext. | 2 - 0 |                               | 19e    | 24 471 |
| 20/05/1995 | 36e     | Havre AC               | Dom. | 2 - 2 | Lemarchand, Dedebant          | 19e    | 15 651 |
| 27/05/1995 | 37e     | RC Lens                | Ext. | 2 - 0 |                               | 19e    | 38 409 |
| 31/05/1995 | 38e     | FC Sochaux-Montbéliard | Dom. | 3 - 1 | Simba, Péron, Lemarchand      | 19e    | 11 268 |

### Coupe de France
| Date       | Tour | Adversaire   | Lieu | Score | Buteurs SMC | Public |
| ---------- | ---- | ------------ | ---- | ----- | ----------- | ------ |
| 17/01/1995 | 32e  | Saint Brieuc | dom  | 1 - 3 | Rival       | 5 138  |

### Coupe de la ligue
| Date       | Tour | Adversaire  | Lieu | Score | Buteurs SMC          | Public |
| ---------- | ---- | ----------- | ---- | ----- | -------------------- | ------ |
| 03/01/1995 | 1er  | ASSE        | dom  | 3 - 1 | Andersson, Simba (2) | 8 935  |
| 24/01/1995 | 2e   | Le Havre AC | ext  | 2 - 1 | Andersson            | 8 264  |

### Coupe Intertoto
| Date       | Tour                  | Adversaire        | Lieu | Score | Buteurs SMC | Public |
| ---------- | --------------------- | ----------------- | ---- | ----- | ----------- | ------ |
| 03/07/1994 | 1re journée, groupe 8 | Austria Vienne    | dom  | 1 - 1 | ?           | 700    |
| 09/07/1994 | 2e journée, groupe 8  | Lyngby BK         | ext  | 2 - 2 | ?           | ?      |
| 17/07/1994 | 3e journée, groupe 8  | Willem II Tilburg | ext  | 1 - 0 |             | ?      |
| 23/07/1994 | 4e journée, groupe 8  | IFK Norrköping    | dom  | 2 - 2 | ?           | ?      |